# Holotrichia egregia
Holotrichia egregia är en skalbaggsart som beskrevs av Moser 1912. Holotrichia egregia ingår i släktet Holotrichia och familjen Melolonthidae. Inga underarter finns listade i Catalogue of Life.